# NGC 2660
NGC 2660 (другие обозначения — OCL 759, ESO 260-SC4) — рассеянное скопление в созвездии Паруса.
Этот объект входит в число перечисленных в оригинальной редакции «Нового общего каталога».
Скопление содержит затменную двойную систему, один из компонентов которой также может быть переменной звездой.